# JADE (Literaturdatenbank)
JADE, als Akronym für Journal Articles Database, ist eine 1995 eingeführte Datenbank für Aufsätze aus insgesamt 15.000 Fachzeitschriften aus den Bibliotheken von Hochschulen in Nordrhein-Westfalen. Sie steht für die Hochschulangehörigen zur Verfügung. 
Sie war mit dem Fernleihbestellsystem JASON, kurz für Journal Articles Sent On Demand, verbunden, das 2004 zum Teil durch DigiBib abgelöst wurde, und dem Bestellsystem Subito. Die Zustellung erfolgt in der Regel im Format TIF durch E-Mail.
Die Aufsatzdatenbank JADE wird nicht mehr aktualisiert, kann aber weiterhin durchsucht werden. Nachfolger ist die Datenbank Bielefeld Academic Search Engine (BASE).